# Chris Porter
Christopher Bernard "Chris" Porter (Abbeville, Alabama, 9 de mayo de 1978) es un exjugador de baloncesto estadounidense. Con 2,00 metros de estatura, jugaba en la posición de alero. 

## Trayectoria deportiva

### Universidad
Tras pasar dos años en el Chipola Community College, jugó sus dos últimas temporadas con los Tigers de la Universidad de Auburn, en las que promedió 15,3 puntos y 8,0 rebotes por partido. En su primera temporada con los Tigers fue elegido Jugador del Año de la Southeastern Conference tras liderar al equipo en anotación rebotes y robos de balón y llevarlo a alcanzar los octavos de final del Torneo de la NCAA. Fue además incluido en el segundo quinteto All-American.

### Profesional
Fue elegido en la quincuagésimo quinta posición del Draft de la NBA de 2000 por Golden State Warriors, donde jugó una temporada en la que promedió 8,6 puntos y 3,7 rebotes por partido. Al año siguiente se vio envuelto en un traspaso a tres bandas, en el cual era enviado a Charlotte Hornets, los cuales mandaban a Derrick Coleman a los Sixers, los Warriors enviaban a Corie Blount y Vonteego Cummings a los Sixers, éstos mandaban a George Lynch, Jerome Moiso y Robert Traylor a los Hornets y Cedric Henderson y una futura primera ronda del draft pasaban de los Sixers a los Warriors. Tras ser cortado por los Hornets antes del comienzo de la temporada 2001-02, acabó el año jugando con los Dakota Wizards de la CBA.
Al año siguiente vivió su primera experiencia fuera de su país, jugando en el Carifac Fabriano de la liga italiana, donde sólo disputó 10 partidos en los que promedió 12,9 puntos y 4,8 rebotes. A partir de ese momento inició un recorrido por ligas de medio mundo, jugando en países tan dispares como Puerto Rico, Portugal, Corea del Sur, China o Filipinas.

## Estadísticas de su carrera en la NBA

### Temporada regular
| Temporada | Edad | Equipo                | Liga | P  | TIT | MIN  | TC  | TCA | %TC  | 3P  | 3PA | %3P  | TL  | TLA | %TL  | R.OF. | R.DEF. | REB | ASIS | ROB | TAP | PER | FP  | PTS |
| 2000-01   | 22   | Golden State Warriors | NBA  | 51 | 35  | 22.5 | 3.4 | 8.7 | .389 | 0.0 | 0.1 | .000 | 1.8 | 2.8 | .667 | 1.7   | 2.0    | 3.7 | 1.2  | 0.9 | 0.1 | 1.2 | 2.2 | 8.6 |
| Total     |      |                       | NBA  | 51 | 35  | 22.5 | 3.4 | 8.7 | .389 | 0.0 | 0.1 | .000 | 1.8 | 2.8 | .667 | 1.7   | 2.0    | 3.7 | 1.2  | 0.9 | 0.1 | 1.2 | 2.2 | 8.6 |